# المقاتل النهائي: أفضل فريق أمريكي ضد بلاكزيليانز
المقاتل النهائي: أفضل فريق أمريكي ضد بلاكزيليانز (بالإنجليزية: The Ultimate Fighter: American Top Team vs. Blackzilians)‏ يُعرف أيضًا باسم المقاتل النهائي 21 هو الدفعة الحادية والعشرون من المسلسل التلفزيوني الواقعي المقاتل النهائي الذي أنتجته يو إف سي.